# Histoire des Juifs en Irak

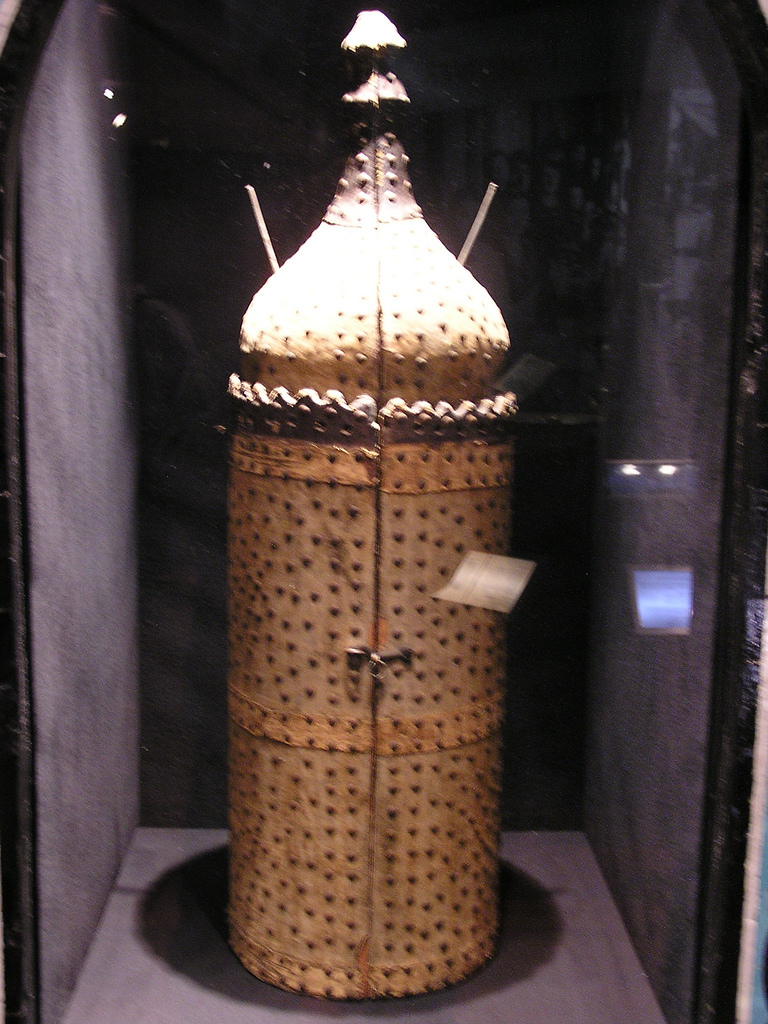
Boite en bois préservant les Sefer Torah, Irak, 1918.

L’histoire des Juifs en Irak ou dans le territoire lui correspondant actuellement et dénommé autrefois Mésopotamie ou Babylonie, remonte à l'exil de Babylone, narré dans la Bible, pour se terminer dans les années 1950.
À la suite de la prise de Jérusalem par Nabuchodonosor II en 587 (ou 586) avant J.-C., ses habitants sont, selon la Bible, exilés à Babylone et sont à l'origine de la plus vieille communauté de la diaspora juive. Les Juifs de Babylone occupent une place fondamentale dans l'histoire du judaïsme, depuis Ezra et Néhémie qui dirigent le retour d'une partie des Juifs à Jérusalem, aux Gueonim, directeurs des académies talmudiques de Babylonie sous l'autorité desquels se retrouvent la majorité des Juifs de la diaspora de 589 à 1038 après J.-C, en passant par Hillel le Babylonien, figure majeure du judaïsme rabbinique, et les rabbins de Babylonie à l'origine du Talmud dit de Babylone.

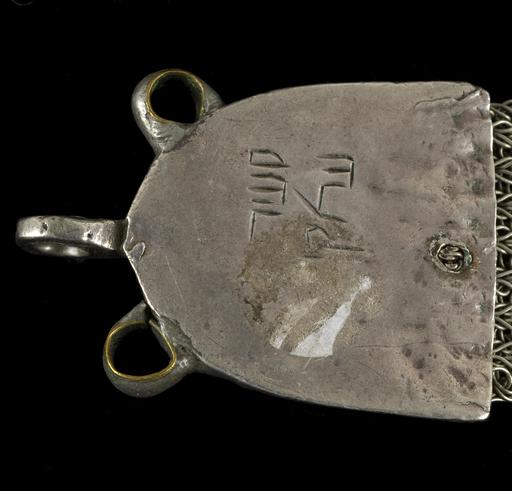
Bijou irakien en argent, inscriptions hébraïques, 1757.

La communauté juive décline à partir de l'invasion mongole (XIIIe siècle), avant de connaître une brève renaissance à la fin du XIXe siècle ; on estime à 120 000 le nombre de ses membres après la Seconde Guerre mondiale.
Les persécutions liées en partie au conflit judéo-arabe de 1947-1949 obligent les Juifs à se réfugier pour la plupart en Israël. Seuls, quelques dizaines d'entre eux vivraient encore aujourd'hui en Irak.

## L'exil de Babylone

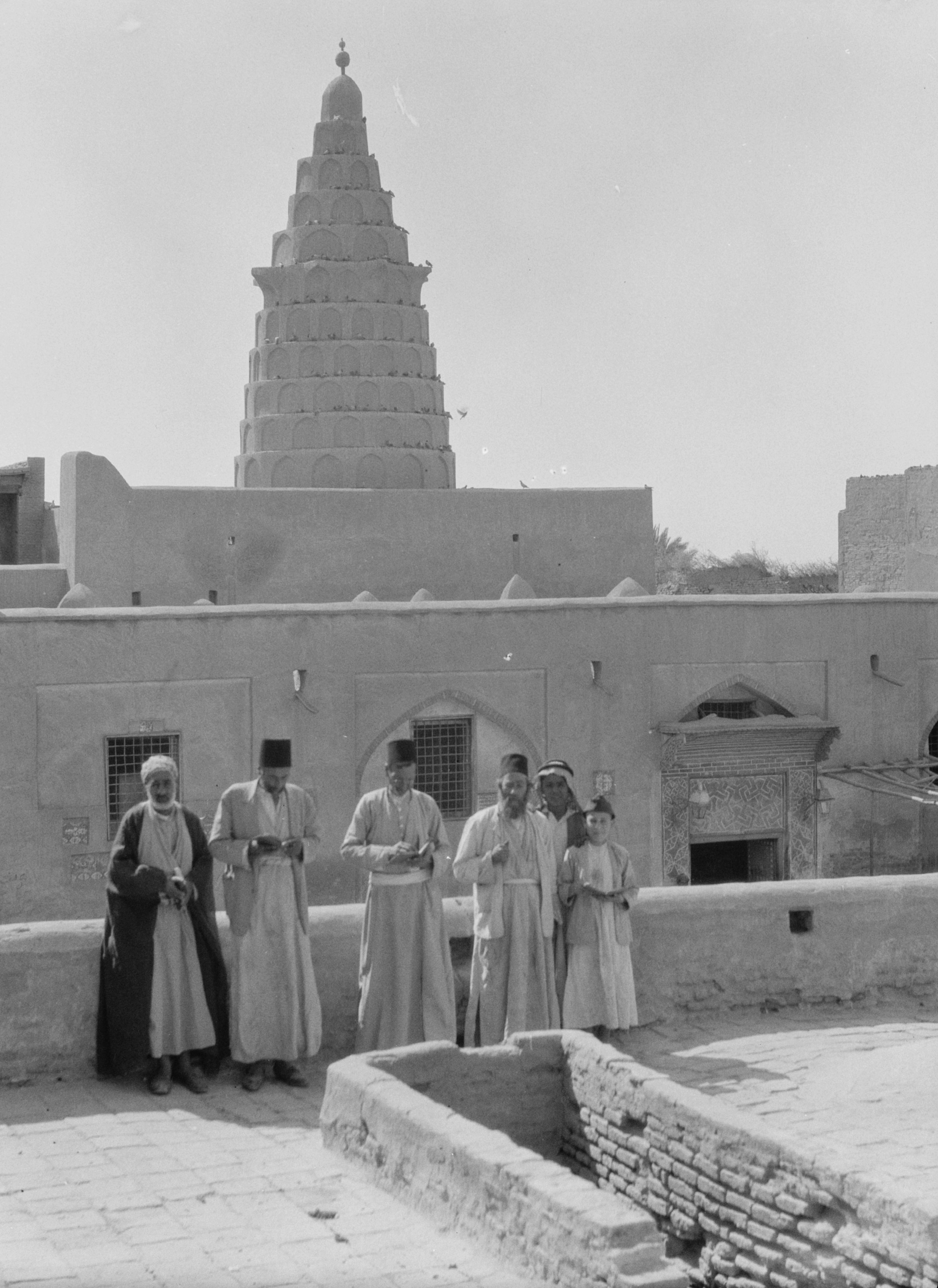
Juifs priant, en pèlerinage au tombeau du prophète Ezechiel, village arabe de Kiffel, 1932.

C'est la Bible qui nous renseigne sur l'exil des Juifs à Babylone. Le livre des Rois et le prophète Jérémie relatent que deux fois, Nabuchodonosor II prit Jérusalem : la première fois, en 597 av. J.C., sous le règne du roi Joaquin, 10 000 personnes dont le roi furent exilées de Jérusalem à Babylone et la seconde fois en 586 av. J.C., quand Jérusalem fut complètement rasé sous le roi Sédécias, le reste de la population fut déporté. Une troisième déportation, 5 ans plus tard, porte le nombre total d'exilés à une vingtaine de mille.
Les exilés sont les habitants de Jérusalem, donc les membres des classes dirigeantes politiques et religieuses et les artisans. Une fois arrivés sur leur terre d'exil, ils sont bien traités par les Babyloniens. Cela est illustré par le sort réservé au roi Joaquin qui, après 37 années de captivité, est libéré pour devenir un familier du nouveau roi de Babylone. De plus, les Babyloniens leur permettent de rester groupés et de conserver une certaine autonomie administrative. C'est dans ce tout premier exil que les prêtres libérés du service du Temple et des sacrifices peuvent commencer à codifier les rites juifs comme la circoncision, les lois alimentaires ou le calendrier.
Toutefois, sous l'influence des prophètes Jérémie, Ézéchiel et Baruch, beaucoup parmi les exilés souhaitent retourner vivre à Jérusalem, ce que les rois de Babylone continuent à leur interdire. Aussi accueillent-ils avec espoir la prise de Babylone par Cyrus, roi de Perse, en 539 av. J.C.. L'attitude de Cyrus est constante lors de ses conquêtes : pour conforter son pouvoir, il laisse honneurs et richesses à ses adversaires comme le roi des Mèdes, Astyage ou le roi de Lydie, Crésus ou même Nabonide, le roi de Babylone. Aussi n'est-il pas surprenant qu'il proclame le droit au retour des Juifs à Jérusalem, qui peuvent y revenir en rapportant les trésors du Temple, sous la direction de Zorobabel, petit-fils du roi Joaquin. La Bible évalue à 42 000 le nombre de ceux qui reviennent avec Joaquin à Jérusalem alors qu'une partie significative des Juifs restent en Babylonie.
À titre d'indication, de récentes estimations démographiques proposent environ 12 000 personnes habitant la Judée entre -550 et -450. C'est au siècle suivant que deux notables juifs de Babylonie, Ezra, un docteur de la Loi et Néhémie, l'échanson du roi de Perse reviennent de Babylonie en Judée et y légifèrent. Néhémie organise aussi la reconstruction des murailles de Jérusalem.

## Sous la dynastie hellénistique des Séleucides
Les sources manquent quant à la suite de l'histoire des Juifs dans l'Empire perse des Achéménides comme dans le royaume hellénistique des Séleucides. Seul, Flavius Josèphe les mentionne comme une population loyale susceptible de pacifier une région insurgée. En effet, il semble qu'il existait à l'époque deux types de communautés juives, les communautés urbaines dans les villes et les communautés rurales autonomes habitant des villages fortifiés.

## Sous la dynastie parthe des Arsacides (IIesiècleav. J.-C.-226)

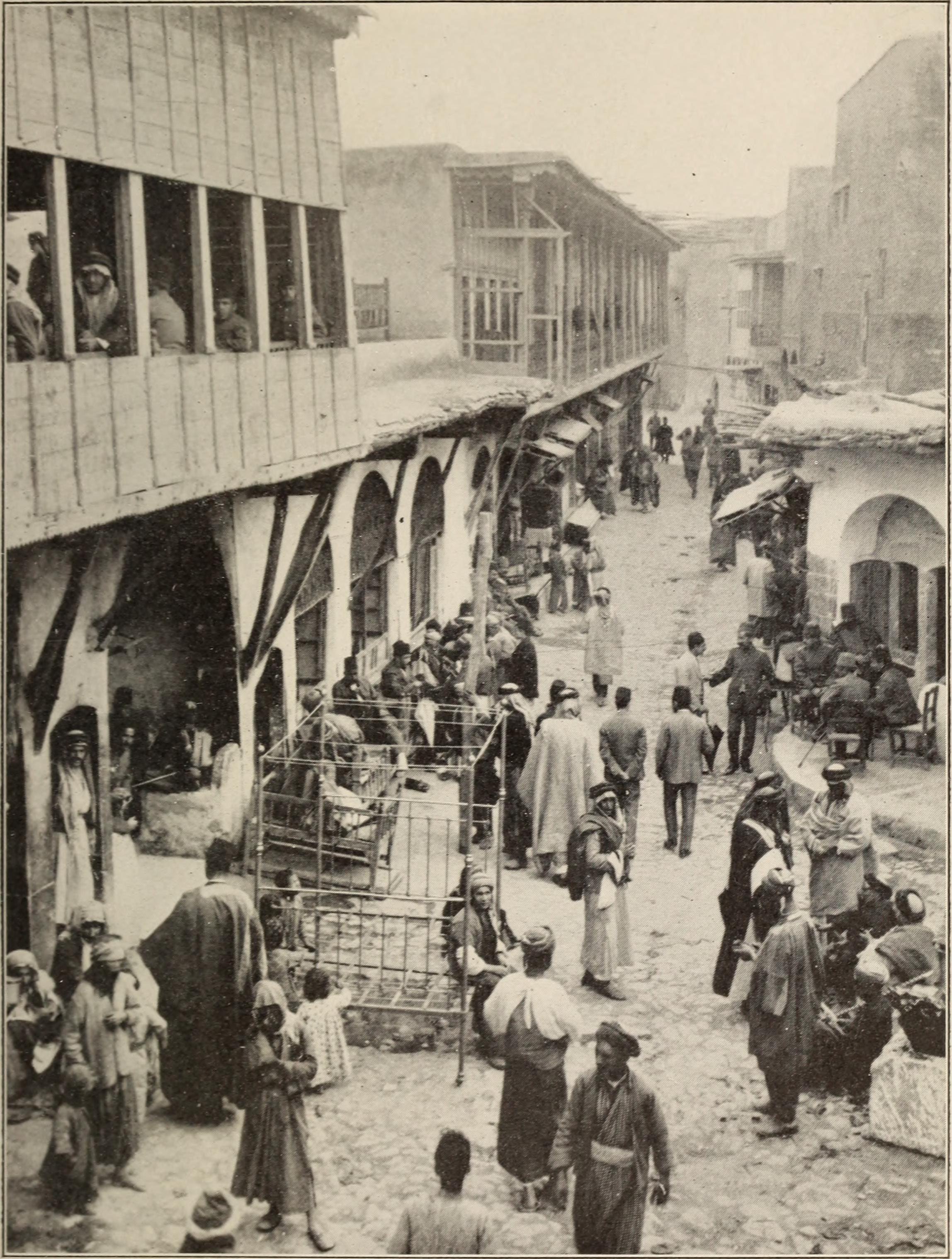
Juifs et musulmans, Irak, 1915.

Au milieu du IIe siècle av. J.-C., la Babylonie est conquise par Mithridate Ier et passe sous la domination de la dynastie parthe arsacide. Les Juifs de Babylonie sont politiquement coupés pour longtemps des Juifs de Judée restée sous la domination des Séleucides puis indépendante avec les Hasmonéens et enfin dominée par les Romains. Cela n'empêche pas les communications de se maintenir entre les deux branches du judaïsme : un des premiers docteurs de la Torah, Hillel, le plus éminent des Pharisiens, passe la plus grande partie de sa vie au Ier siècle av. J.-C. à Babylone avant d'émigrer à Jérusalem. Inversement, rabbi Akiba qui vit en Judée visite Nehardea peu avant la révolte de Bar-Kokheba au IIe siècle.
Presque tout au long de cette période, Juifs et Parthes ont un ennemi commun, Rome. Les Parthes soutiennent au Ier siècle av. J.-C. le dernier roi hasmonéen Antigone contre Rome qui préfère Hérode et au IIe siècle, les communautés juives de Babylonie résistent aux armées de Trajan, tant et si bien que son successeur Hadrien doit renoncer à la Mésopotamie.
Les Juifs de Parthie connaissent sous les rois arsacides une longue période de paix qui permet le développement d'importantes communautés comme celles que mentionne Flavius Josèphe, principale source sur cette période : Nehardea, Séleucie et Ctésiphon.
Josèphe nous cite plusieurs exemples illustrant la puissance de la communauté juive de Babylonie : deux frères, Anilaios et Asinaios mènent une rébellion qui, durant plusieurs années, tiennent tête au pouvoir parthe avant d'être massacrés avec leurs fidèles ; Hélène d'Adiabène et ses fils, souverains d'Adiabène, dans l'actuel Kurdistan irakien, se convertissent au judaïsme du temps de l'empereur Claude.
Il est très probable que cette communauté croît notablement à la suite des défaites juives en Judée face à Titus (70) et Hadrien (135) et de la destruction de Jérusalem. Certains des Juifs de Judée qui avaient été soutenus par ceux de Babylonie ont certainement après la défaite émigré vers ce pays, qui, de plus, reste hostile à Rome.

## Les exilarques
C'est à la fin de la période arsacide au IIe siècle, à l'époque de l'empereur romain Hadrien que l'on trouve les premières mentions dans le Talmud de l'exilarque (araméen ריש גלותא Resh Galouta ; hébreu ראש הגולה Rosh HaGola), chef de la communauté juive exilée en Babylonie, responsable de la collecte des impôts pour le roi ou plus tard le calife. L'autre responsabilité importante des exilarques est de nommer les juges de la communauté juive. Les exilarques descendent de la maison de David et certains citent même le roi Joaquin comme le premier d'entre eux. Ils sont considérés comme des princes et leur prestige est grand : ils peuvent s'allier par mariage aux chefs des Académies talmudiques dont ils ratifient la nomination, leur transmettre les lois édictées par le pouvoir en place mais ils reçoivent aussi leurs conseils. Les exilarques se sont succédé pendant 900 ans environ, jusqu'au XIe siècle.

## Sous la dynastie perse des Sassanides (226-642) – l'époque du Talmud

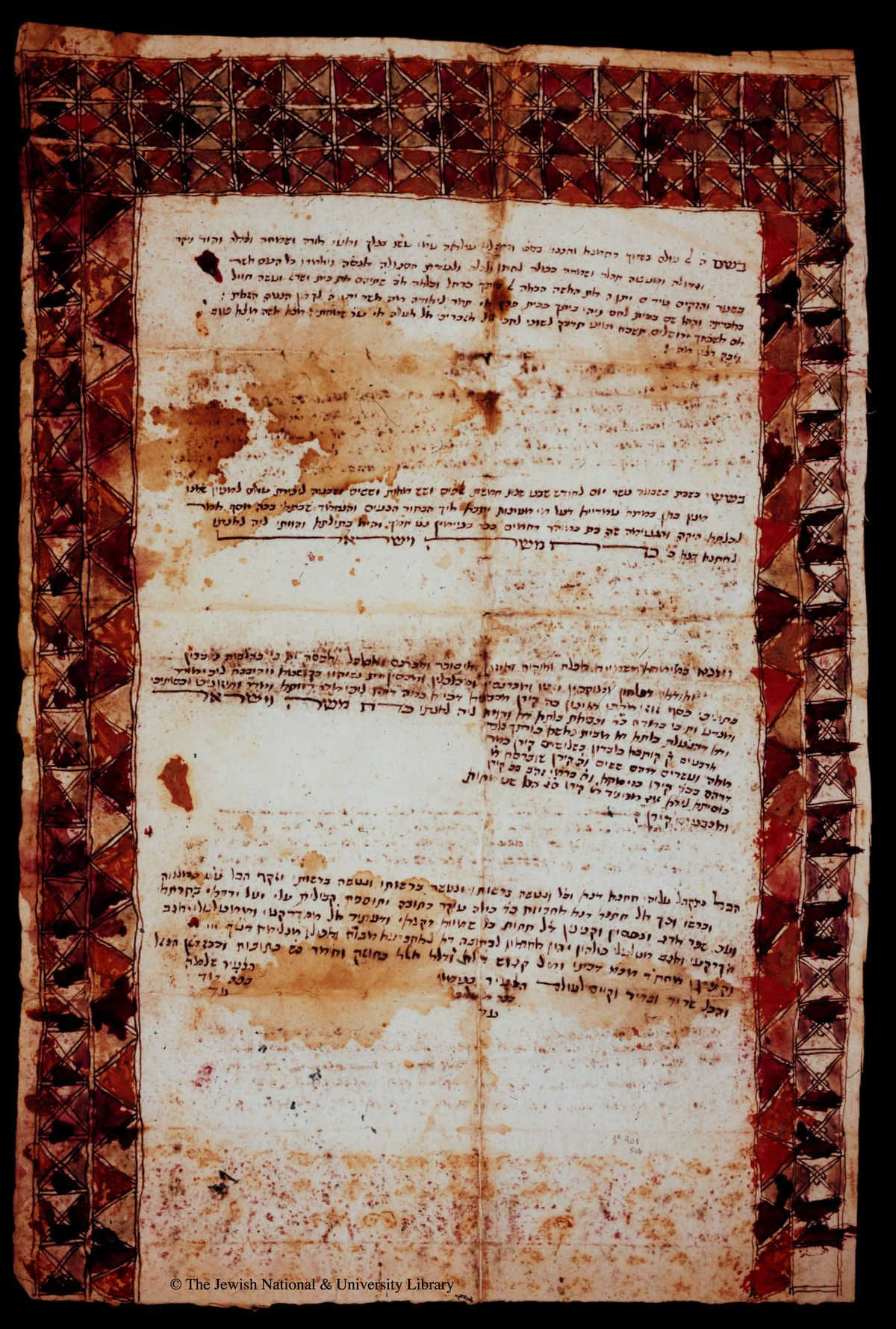
Ketoubba (acte de mariage) d'Irak.

Avec Ardachîr Ier, premier roi de la dynastie sassanide, couronné en 226 à Ctésiphon, les Perses reprennent leur domination de la Babylonie. Comme les Parthes, ils se heurtent à Rome et peuvent à ce titre rechercher le support des Juifs comme Châhpûhr Ier qui défait l'empereur Valérien avant d'être lui-même vaincu par Zénobie, reine de Palmyre, alliée de Rome. Nehardea est alors détruite avec son académie rabbinique.
Mais les Sassanides imposent le mazdéisme et, à ce titre, s'opposent rapidement aux juifs et aux chrétiens. Yazdgard II interdit l'observance du Chabbat et en 468, l'exilarque est exécuté, l'autonomie juive est supprimée et les académies fermées. Cette politique provoque une résistance juive et l'exilarque Mar Zoutra II proclame une éphémère indépendance juive en Babylonie qui s'effondre après 7 ans en 520.
Un siècle plus tard, les Juifs appuient les Perses dans leur lutte contre l'Empire romain d'Orient et peuvent même profiter de la prise de Jérusalem et gouverner cette ville de 614 à 617 ce qui leur vaut persécutions dans l'Empire romain d'Orient.
C'est sous ce règne des Sassanides que « les fils d'une communauté dont nous ignorons (presque) tout aussi tard qu'au IIIe siècle vont modeler les cadres de l'existence juive jusqu'aux temps modernes » en développant et transcrivant le Talmud qui aide toujours les Juifs dans leur compréhension de la Torah et leur vie spirituelle ou même quotidienne.

### Les académies et la rédaction du Talmud
Les Juifs de Babylonie parlaient leur dialecte propre d'araméen. C'est donc dans cette langue que les maîtres commentent la loi dans les différentes académies. La première en Babylonie semble être celle de Nehardea, détruite en 260 et transférée à Poumbedita par Rav Yehoudah. Mais dès 220, Rav fonde une autre académie à Soura qui perdure 800 ans et attire jusqu'à mille étudiants.
Les académies (yechivoth) babyloniennes sont inspirées de celles existant en Palestine à la même époque ou peu auparavant et sont à la fois des lieux d'études (beth midrach) et des tribunaux (beth din) qui juge les cas religieux et civils. Maîtres et étudiants ne sont pas payés et doivent gagner leur vie. Aussi les cours n'ont-ils lieu que le matin. Chacun peut être admis comme élève mais les plus hautes qualifications sont demandées aux professeurs. Le président de chaque yechivah est élu par un collège d'érudits. Sa nomination doit être ratifiée par l'exilarque. L'enseignement est magistral dans l'unique salle de cours où le maître fait face à tous les élèves assis sur des rangées de sièges (jusqu'à vingt-quatre).
Si les professeurs ne sont pas rétribués, il faut malgré tout des fonds pour l'entretien de ces académies qui tirent leurs ressources des dons qu'elles reçoivent de la diaspora. Les deux académies peuvent même s'opposer en sollicitant les mêmes donateurs et finalement se partagent le monde diasporique à l'amiable. Leurs intérêts peuvent aussi les opposer à l'exilarque qui collectait les impôts dus par les Juifs.
L'académie de Soura et aussi celle de Poumbedita reçoivent les questions de toute la diaspora, qui font l'objet de responsa traitant de pratique rituelle, de théologie, de Bible ou de Talmud ou de liturgie qui permettent l'élaboration de la Halakhah.
C'est en 300 ans, du début du IIIe siècle à la fin du Ve siècle que furent rassemblés tous les dits, en hébreu ou en araméen, de ce qui constitue le Talmud de Babylone, cette tâche ayant été selon la tradition menée à son terme par Rav Achi (352-427), directeur l'académie de Soura, et Ravina II (470-499). La loi orale se trouve ainsi rassemblée… par écrit.
D'autres œuvres littéraires importantes sont menées parallèlement au Talmud par les académies babyloniennes. Ainsi, le Targoum d'Onkelos est la traduction et l'explication du Pentateuque et des Prophètes en judéo-araméen. De nombreux poèmes liturgiques (piyyoutim) et des textes de prières toujours dites dans les synagogues comme Alenou sont composés à cette époque.

## Sous les califats omeyyade puis abasside – la période des Gueonim (VIIesiècle-XIIesiècle)

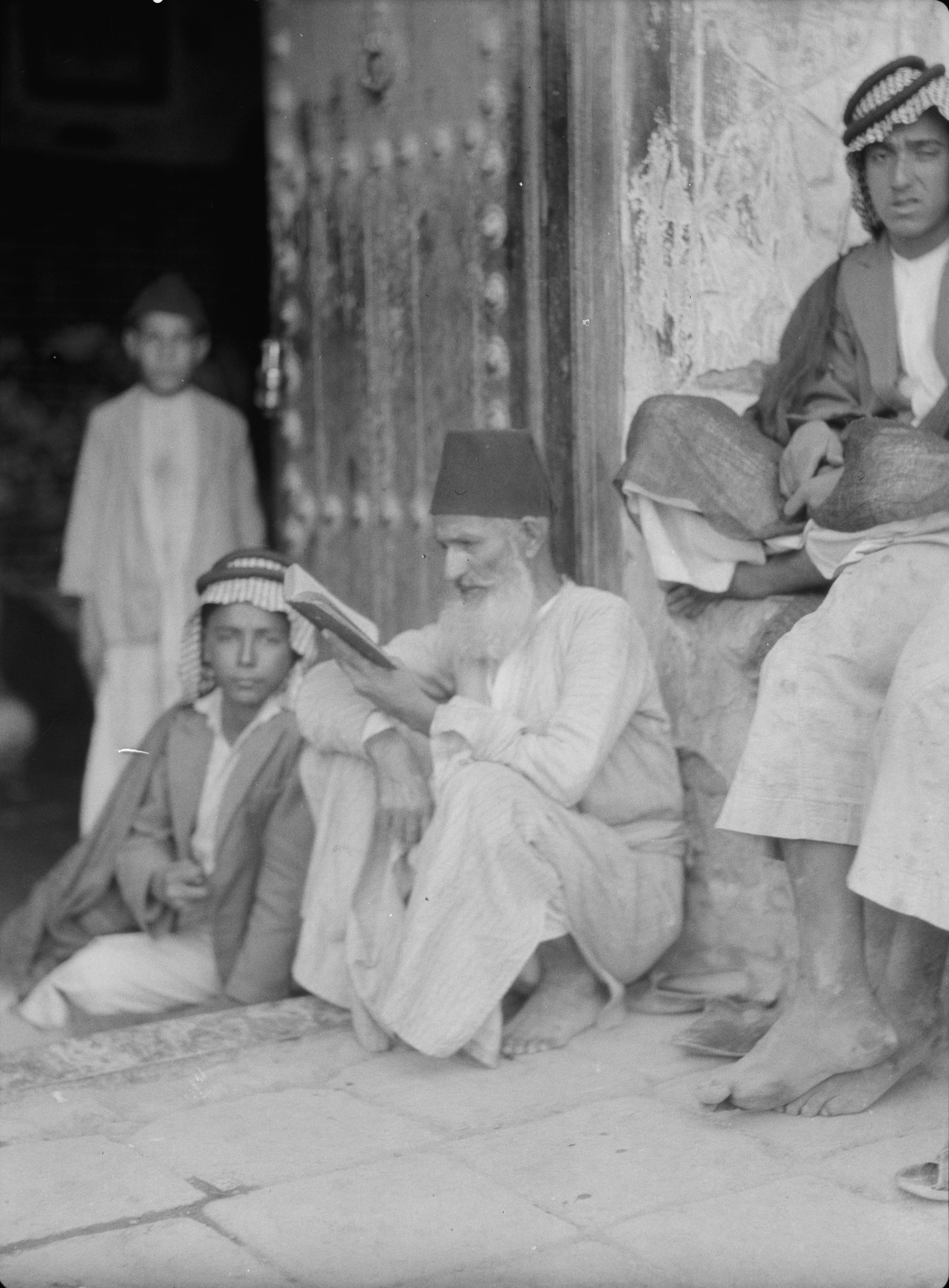
Pèlerinage au village arabe du prophète Ezekiel, où un Juif prie à l'entrée du sanctuaire, 1932.

Avec la conquête arabe, une très grande partie du monde juif, de la Mésopotamie à l'Espagne, sans oublier la Palestine, est réunie dans une même entité politique, le califat des Omeyyades (660-750). Ceux-ci sont tolérants vis-à-vis des non-musulmans et le statut de dhimmi, codifié par le pacte d'Umar « protège » alors Juifs et chrétiens des abus de pouvoir. D'excellentes relations s'établissent entre le pouvoir et les chefs des communautés juives.
L'arrivée des Abbassides au pouvoir en 750, qui déplacent dès 762 la capitale du califat de Damas à Bagdad va permettre un nouveau développement économique ainsi qu'un nouveau rayonnement religieux, philosophique et littéraire des communautés juives de Mésopotamie.
C'est l'époque des marchands juifs Radhanites — sans doute d'après le nom du quartier juif de Bagdad — dont les caravanes assurent le commerce entre Orient et Occident, y compris l'Empire carolingien. Dans les cours arabes émerge une classe de riches banquiers juifs, comme les Netira, qui contribuent aussi au financement des communautés juives.
Les Gueonim, les chefs des académies de Soura et de Poumbedita, sont à l'origine de l'intense activité intellectuelle qui va marquer l'ensemble de la diaspora. Leur autorité est confortée par le fait qu'ils siègent là où réside aussi le pouvoir politique, à Bagdad, car dès le début du IXe siècle, les académies de Soura et de Poumbedita se sont déplacées dans la nouvelle capitale. Petit à petit, ils vont même l'emporter en autorité sur l'exilarque. L'influence des Juifs de Bagdad atteint l'Espagne quand Paltoï bar Abbaié, gaon de Poumbedita, fait parvenir le Talmud de Babylone aux rabbins espagnols entre 842 et 855.
À cette époque apparaît aussi une nouvelle langue littéraire, l'arabe écrit avec des caractères hébraïques, un peu comme le yiddish plus tard pour l'allemand ou le ladino pour l'espagnol. Le mode de pensée arabe, thématique, remplace la dialectique et le raisonnement par association d'idées du Talmud.

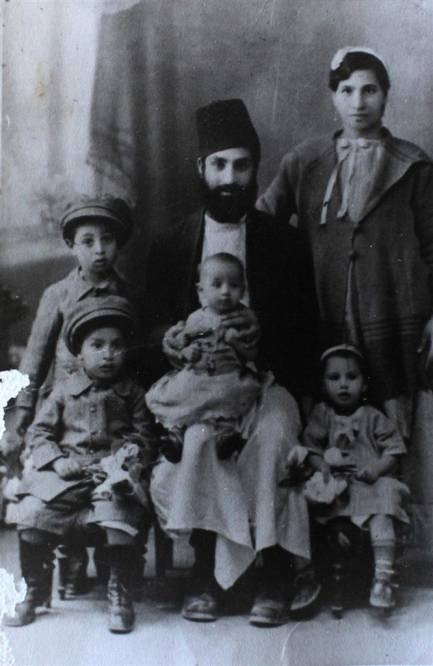
Famille du futur Grand-rabbin Ovadia Yossef (à gauche), avant 1924.

La figure la plus marquante parmi les Gaonim est Saadia ben Joseph (882-942) qui est Gaon de Soura de 928 à sa mort avec une interruption de quatre ans due à un violent conflit avec l'exilarque David ben Zakkaï. Dès l'âge de 21 ans, il rédige le Sefer haEgron, le premier dictionnaire en hébreu. Saadia ben Joseph est le seul étranger (il était né en Égypte) jamais nommé à la tête d'une académie babylonienne. Son œuvre la plus importante reste le Livre des croyances et des idées, première présentation systématique des principes de foi du judaïsme. Son rayonnement est tel qu'il impose son autorité à toute la diaspora dans la querelle du calendrier qui l'oppose à Aaron ben Meïr qui était à la tête des yechivoth de Palestine. Dans le Livre de la réfutation d'Anan, il se montre un adversaire féroce des karaïtes, mouvement juif scrpturaliste qui s'est développé derrière Anan ben David depuis le VIIIe siècle, nie l'autorité des rabbins du Talmud et a nommé ses propres exilarques.
Après Saadia, la communauté juive de Babylonie entre dans une période de déclin. Le dernier Gaon d'envergure est Haï ben Sherira, mort en 1038.
On peut voir plusieurs raisons à ce déclin. Il s'agit d'abord de difficultés, politiques et économiques. Le monde musulman est coupé en deux entre les Omeyyades en Espagne et les Abbassides à Bagdad et les communications sont rendues difficiles. De plus, les impôts frappant les dhimmis deviennent exorbitants, rendant difficiles le commerce et l'agriculture pour les Juifs qui émigrent vers l'Occident où ils connaissent une tranquillité relative jusqu'au XIIe siècle. C'est alors aussi qu'apparaissent les premiers sages occidentaux, à Kairouan en Tunisie et à Cordoue en Espagne ou même plus au nord comme Gershom à Metz puis Rachi à Troyes dont le prestige supplante celui des sages babyloniens.
Une communauté importante subsiste à Bagdad, décrite par Benjamin de Tudèle au XIIe siècle. Certains Juifs sont ministres du calife et Bagdad abrite encore dix académies et 28 synagogues, dont certaines très belles. Le chef de la communauté, toujours appelé « chef de la captivité » jouit d'un grand prestige, est reçu par le calife, se dit toujours de la lignée de David et a autorité sur tous les Juifs du califat. Benjamin de Tudèle mentionne aussi les nombreuses communautés juives du reste de la région, par exemple celle de Bassora où il estime le nombre des Juifs à 2 000.

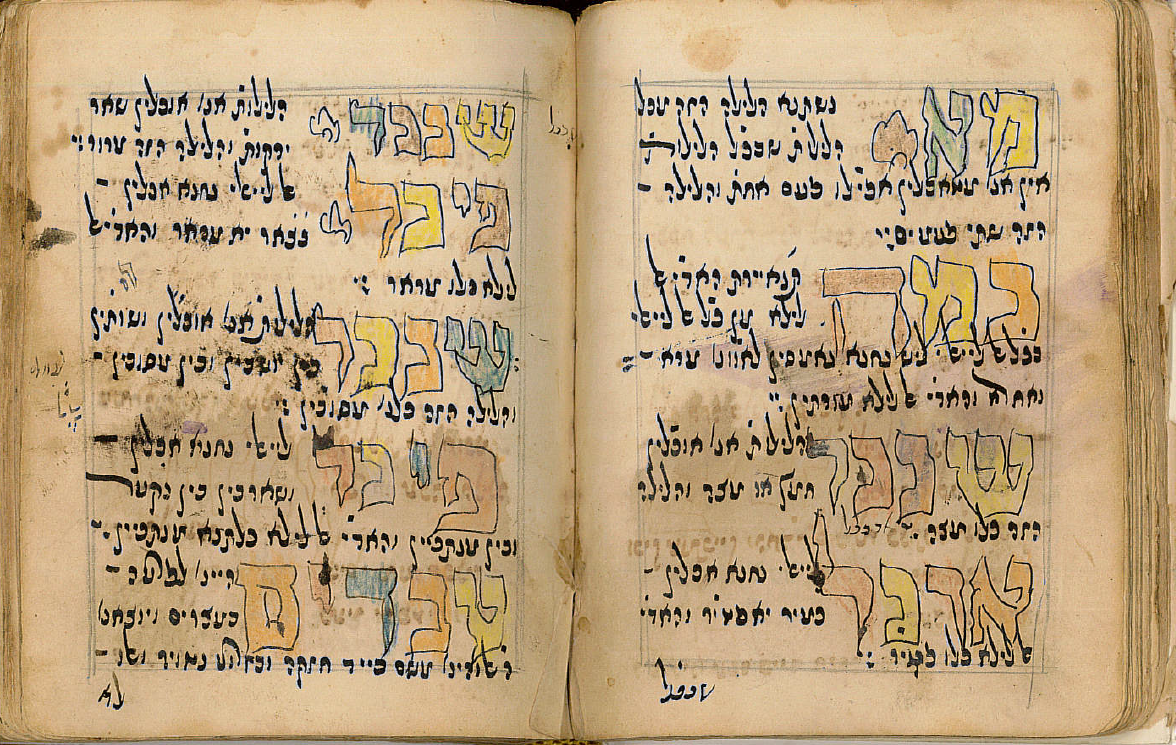
Haggada écrite par le rabbin Ezra Elias à Bagdad, années 1920.

## La conquête mongole (XIIIesiècle)
La prise de Bagdad par les Mongols en 1258 entraîne le massacre des habitants de la ville dont les Juifs. Les bibliothèques de la ville sont détruites et Bagdad perd alors toute son influence culturelle.
En 1284, des émeutes antijuives se produisent à Bagdad où certains Juifs sont très influents comme Sa'ad al-Dawla qui devient chef des vizirs à la cour du khan mongol. Sa chute en 1291 entraîne celle de nombreux autres courtisans juifs.
On a peu d'information sur la vie de la communauté juive de Bagdad et d'Irak dans les siècles suivants.

## La période ottomane (XVIesiècle-XXesiècle)

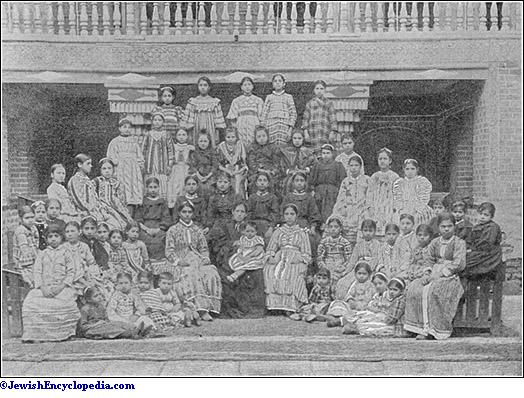
École de filles de l'Alliance israélite universelle à Bagdad, XIXe s.

En 1535, Bagdad est prise par Soliman le Magnifique et l'Irak actuel appartient dès lors à l'Empire ottoman.

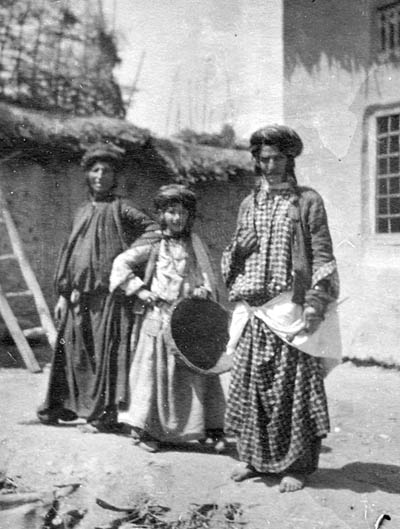
Femmes juives kurdes (1905).

Au XVIIe siècle, le cartographe portugais Pedro Texeira parle de 300 maisons habitées par des Juifs à Bagdad. Certains sont aisés mais la plupart très pauvres.
À la fin du XVIIIe siècle, les Juifs de Bagdad réapparaissent dans l'histoire en se montrant d'actifs commerçants avec l'Inde. Ceux qui s'établissent en Inde y créent la communauté juive des Bagdadi, sous l'impulsion de David Sassoon (Bagdad, 1792 - Pune (Inde), 1864) et de son fils Albert Sassoon (Bagdad, 1818 - Brighton, 1896) qui y fondent une dynastie de banquiers et de commerçants.

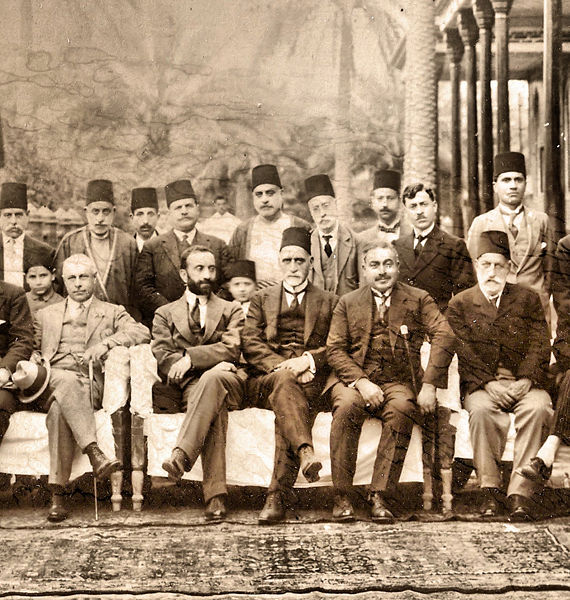
Assis au centre : Sir Sassoon Eskell avec le roi Fayçal immédiatement à sa gauche, années 1920.

L'orientaliste tchèque Alois Musil décrit la petite ville de Ramadi en 1912 : « Ar-Ramadi est un village riche avec environ quinze cents habitants. La Beit [famille] Aram est la plus riche famille. Depuis une quarantaine d'années, ou depuis l'époque de Midhat Pacha, qui a grandement amélioré, ou peut-on même dire fondé Ar-Ramadi, environ 150 Juifs ont vécu dans la ville ainsi que des musulmans et ont eu leur propre synagogue ».

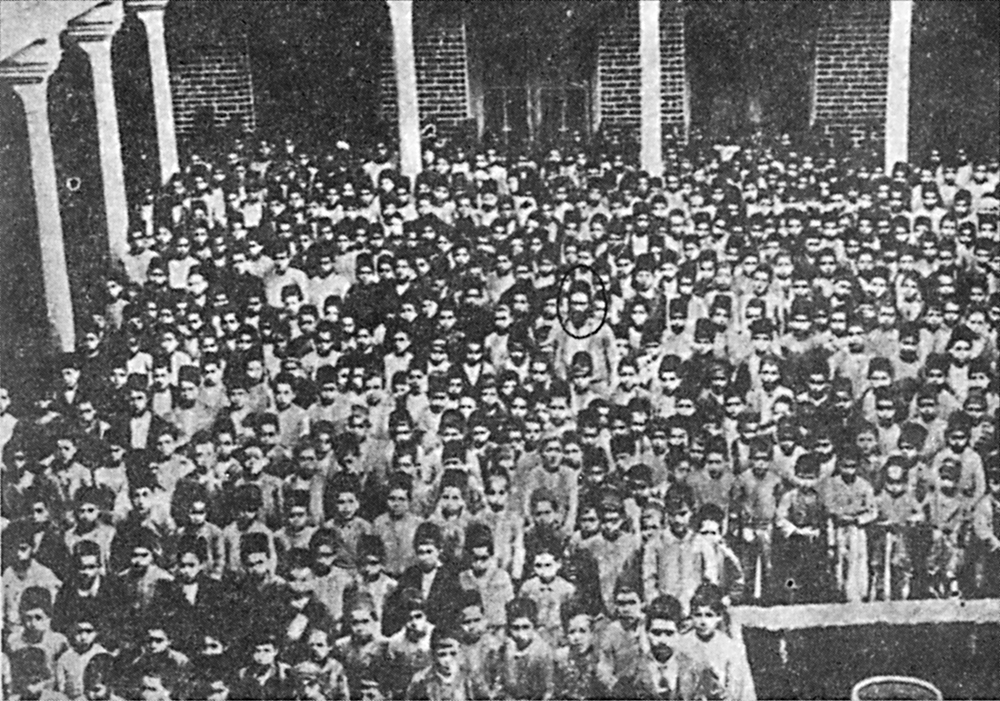
Étudiants au Midrash Talmud Torah (1832-1951) de Bagdad.

L'Alliance israélite universelle (AIU) fonde une école de garçons à Bagdad en 1865 et une école de filles en 1895. Les écoles fondées par les Sassoon enseignent l'anglais.
À la fin du XIXe siècle, le géographe français Vital Cuinet estime à 53 800 le nombre de Juifs dans le vilayet de Bagdad, dont beaucoup sont marchands d'antiquités assyriennes et babyloniennes. 4 500 Juifs vivent dans le vilayet de Bassora et environ 5 000 dans le vilayet de Mossoul.
La personnalité majeure de la communauté juive irakienne à la fin du XIXe siècle est le rabbin Yossef Haim Ben Elyaou, auteur d'une centaine de livres dont Ben Ich Hai qui est toujours une source d'inspiration pour les rabbins.
Si en général les Juifs ne souffrent pas d'antisémitisme, il faut tout de même signaler une autre émeute antijuive le 15 octobre 1908 où les Arabes suspectent les Juifs d'être favorables aux Jeunes-Turcs.

## De la Première Guerre mondiale à nos jours

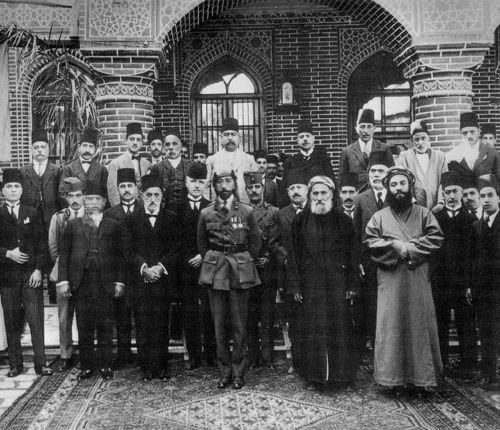
Roi Fayçal et la communauté juive à Bagdad dont les rabbins Samson Kadouri et Ezra Dangoor, Rustum Haïdar, le sénateur philanthrope Menahem Salih Daniel et d'autres notables juifs, 1925.

### Pendant le mandat britannique

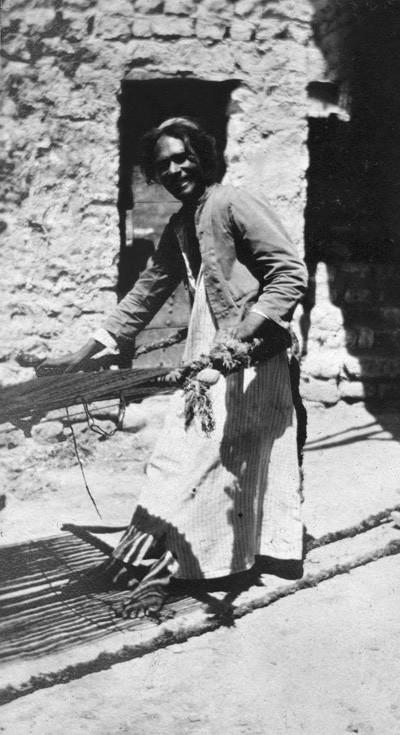
Tisserand juif de poils de chèvre à Ramadi, 1918.

Jusqu'alors, les Juifs étaient assez bien intégrés à la population arabe locale. Pendant la Première Guerre mondiale, le pays est occupé par les Britanniques et en 1920 ceux-ci s'en voient confier l'administration par un mandat de la Société des Nations : c'est la période dite du mandat britannique de Mésopotamie.
Au XIXe siècle, comme dans d'autres pays arabes, les Européens offrent aux Juifs et aux autres minorités non-musulmanes une éducation occidentale par le biais notamment de l'Alliance israélite universelle.
Avec le mandat anglais, les Juifs d'Irak obtiennent pour la première fois un statut d'égalité avec les musulmans. Leur réussite est attestée par la carrière de Sir Sassoon Eskell (Bagdad, 1860 - Paris, 1932) qui devient ministre des Finances du roi Fayçal Ier sous le mandat britannique comme dans l'Irak indépendant de 1932 et par le fait qu'une partie importante du commerce de Bagdad est effectuée par les Juifs. Cependant cette présence occidentale, bénéfique pour les minorités, et acceptée par l'élite cultivée, est reçue avec méfiance par la majorité de la population.

### Le royaume d'Irak

#### L'avant-guerre

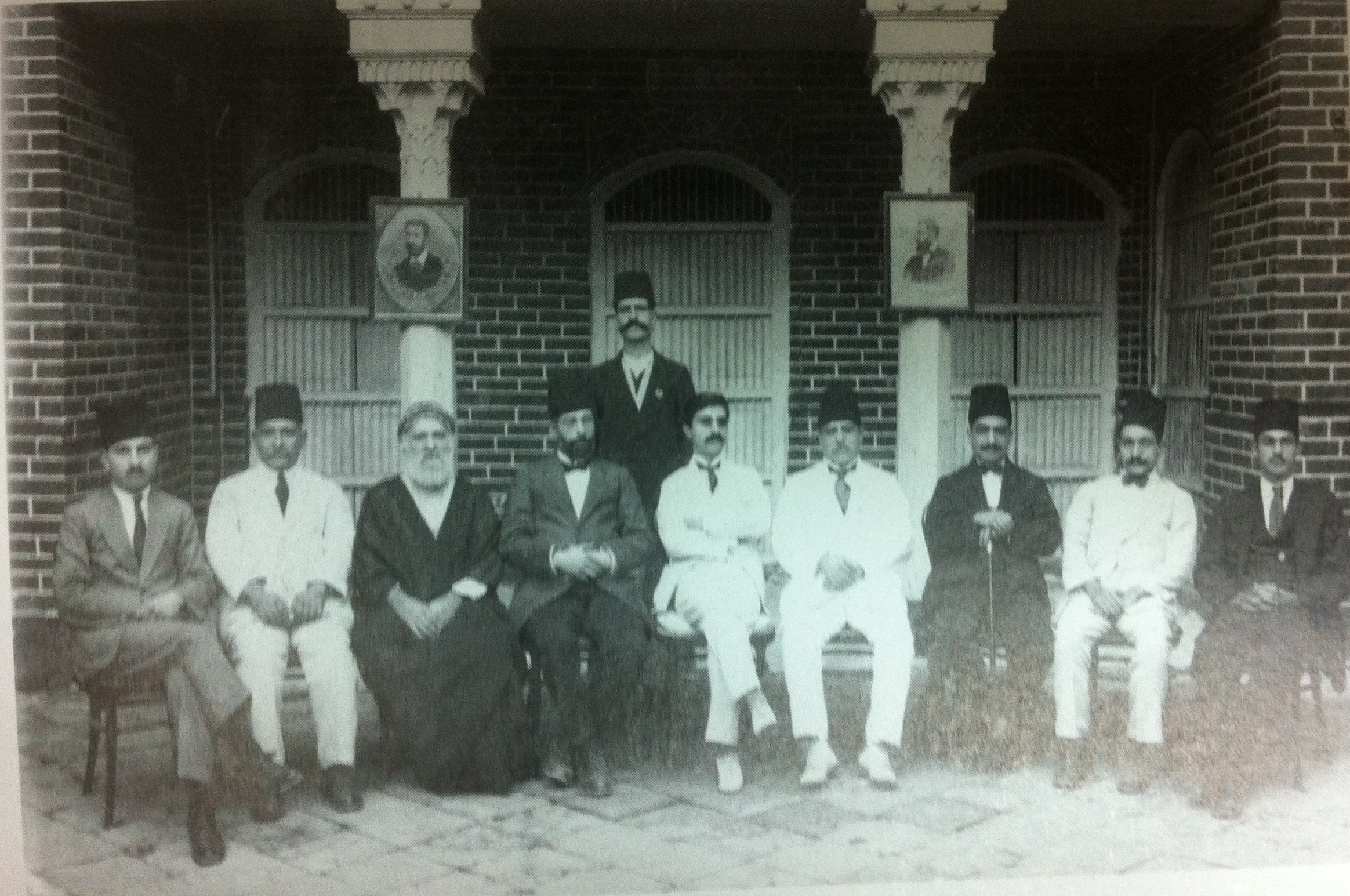
Activistes sionistes à Bagdad : Dr Ariel BenSion (debout), Salmān Shina, l'avocat Joseph Elias, le rabbin Reuven Patia, Aaron Sasson, Menasheh Georgie, M. Salah Qattan, secrétaire du Keren Hayessod, 1922.

La communauté juive du royaume d'Irak n'est guère sioniste et certains de ses membres sont ouvertement anti-sionistes comme (he) Menahem Salih Daniel, sénateur et philanthrope irakien. D'autres prennent part au début du nationalisme arabe, comme les écrivains Murad Mikhael et Anwar Sha'ul,.
Si le roi Fayçal Ier est favorable à un État multiconfessionnel, le nationalisme arabe y deviendra antisioniste, puis antisémite. Le roi meurt en septembre 1933. Dès 1934, des Juifs perdent leurs postes de fonctionnaires.

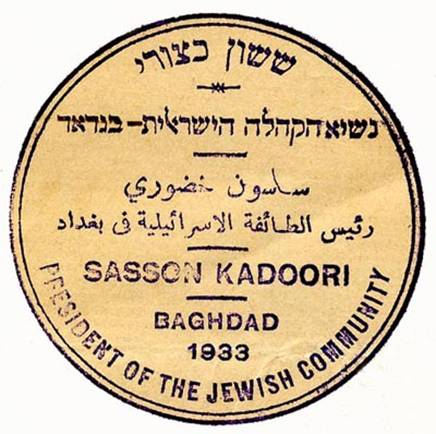
Tampon du Président de la communauté juive de Bagdad, 1933.

Dans tout le monde arabe des années 1930, la tension monte entre les communautés juives et arabes. « Le premier facteur en est le conflit en Palestine, qui entre 1936 et 1939 a dégénéré en rébellion ouverte contre le mandat britannique et l'entreprise sioniste. » Puis de 1936 à 1939, une dizaine de Juifs sont assassinés et une synagogue est visée par un attentat à la bombe qui échoue à Yom Kippour 1936. D'autres sont visées dans les années suivantes. Les dirigeants de la communauté sont priés de publier des déclarations antisionistes.
Le nationalisme arabe, avec des figures tels les frères Sami et Naji Shawkat (Premier ministre de novembre 1932 à mars 1933), est anti-anglais, antisémite - les Anglais gardent le contrôle d'une grande partie des pays arabes et les Juifs sont vus d'une part comme associés aux Anglais et d'autre part comme tous sionistes.

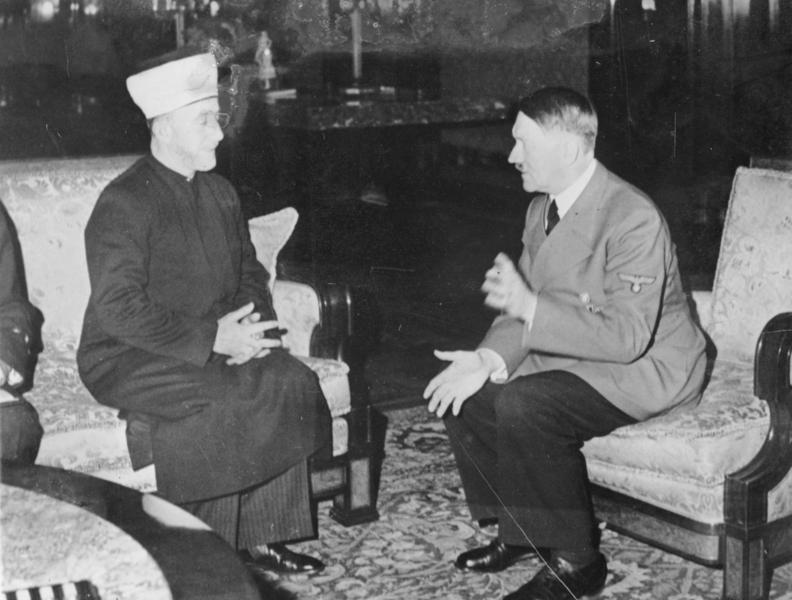
Amin al-Husseini avec Hitler en 1941.

Dès 1937, l'influence allemande devient notable en Irak. L'Allemagne hitlérienne est essentiellement appréciée en tant qu'ennemie des Britanniques Cette alliance avec l'Allemagne, ennemi de l'Angleterre, permettra aux nazis d'importer l'antisémitisme européen dans le monde arabe.
À la résistance au sionisme et à l'impérialisme se mêle désormais un véritable antisémitisme. Baldur von Schirach, chef des Jeunesses hitlériennes, est reçu par le roi Ghazi Ier et l'encourage à développer le modèle des Jeunesses hitlériennes. Il invite aussi une délégation irakienne à la convention du parti nazi de septembre 1938. En octobre 1939, c'est le grand mufti de Jérusalem, Amin al-Husseini, chassé par les Anglais, qui peut trouver refuge en Irak. En 1940, Rachid Ali devient Premier ministre et négocie son soutien à Hitler contre celui de l'Allemagne à l'indépendance des États arabes. Il doit démissionner en janvier 1941.

#### Le Farhoud
En avril 1941, un coup d'État chasse le régent d'Irak (le roi Fayçal II n'a alors que 6 ans) et son Premier ministre Nouri Saïd. Rachid Ali al-Gillani reprend le pouvoir. Churchill décide de reconquérir l'Irak, paraissant remettre en cause son indépendance. Pendant la guerre anglo-irakienne, des agressions antisémites violentes ont lieu dont celle du village de Sandur qui fait 10 victimes juives.

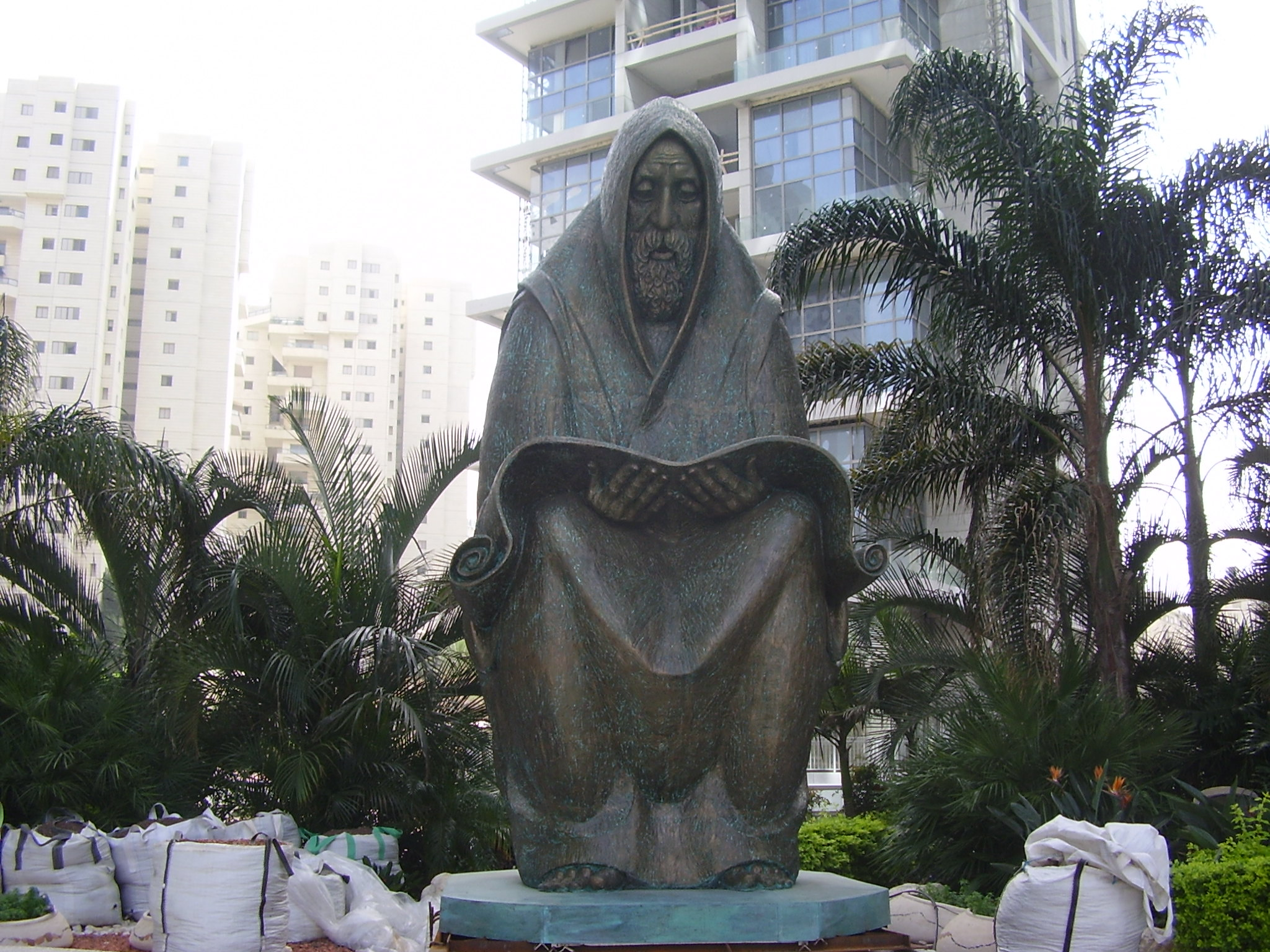
Monument « prière » en mémoire des Juifs tués lors du pogrom du Farhoud et dans les années 1960. Rabat Gan (Israël).

Le Farhoud a lieu entre la fuite de Rachid Ali et le retour du régent, le 1er et 2 juin 1941, pendant la fête de Chavouot. Ce jour-là les juifs célébrèrent également la chute du gouvernement pro-allemand de Rachid Ali et le retour du régent Abd al-Ilah considéré par beaucoup comme un ennemi des Irakiens. Cette joie est vue comme une provocation. Il s'ensuit un pogrom (farhoud en arabe) où, outre les viols et les pillages, 135 à 180 Juifs sont tués et plus de 500 blessés.
Le soutien des Juifs à la politique anglaise, une attitude britannique douteuse et la propagande nazie seraient des raisons à ces événements. Le gouvernement irakien, sommé de ne pas impliquer les Britanniques, pointera surtout du doigt la propagande nazie dans la police et l'armée, l'influence du mufti et de radios palestiniennes. Les Juifs irakiens imputent l'événement à des extrémistes nationalistes influencés par le nazisme. Plusieurs musulmans meurent également pendant ces événements en protégeant des Juifs.
Si un millier de Juifs quittent alors l'Irak, la plupart pour l'Inde (la Palestine leur est fermée et par les autorités irakiennes et par les Anglais), le retour au pouvoir de Nouri Saiïd permet aux Juifs de Bagdad de retrouver leur prospérité commerciale, même si le farhoud les marque durablement. Le gouvernement irakien les indemnise pour les dommages subis.

#### Sionisme et anti-sionisme
Les dirigeants de la communauté juive prônent l'apaisement mais certains parmi les jeunes de la communauté ne les suivent pas : quelques-uns basculent dans le communisme. En 1945, les communistes créent une ligue antisioniste interdite après seulement six mois car communiste. Plusieurs de ses dirigeants sont pendus par les autorités irakiennes en tant que… sionistes. En 1947, un Juif, Yahuda Siddiq, dirige même le parti pendant quelque temps.
Un plus grand nombre, plusieurs centaines au plus, devient sioniste, d'autant plus que le mouvement sioniste commence à envisager et même à favoriser l'immigration de Juifs des pays arabes en Palestine. Malgré les efforts des Juifs palestiniens, guère plus de quelques dizaines de Juifs émigrent vers la Palestine de 1942 à 1947.

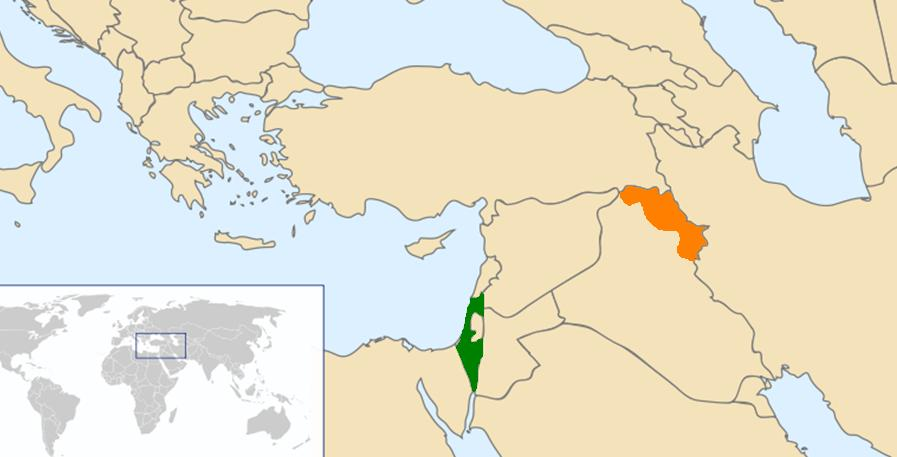
Localisation du Kurdistan irakien et d'Israël.

Mais, à partir de 1947, de nouvelles mesures visent les Juifs d'Irak : interdiction d'acheter des terres appartenant à des Arabes, dépôt de 1 500 livres sterling pour tout voyage à l'étranger. Cependant, quand l'ONU vote le partage de la Palestine entre Juifs et Arabes, le grand-rabbin d'Irak, Sassoon Kadoorie déclare rejeter le sionisme et soutenir les Arabes de Palestine. Malgré la participation des Juifs aux manifestations antisionistes, une synagogue de Bagdad est incendiée le 27 avril 1948.
En juin 1948 la Wathbah (en), une insurrection principalement dirigée contre les Britanniques rassemble les deux communautés, notamment grâce à la participation de juifs communistes. Certains sionistes parlent même d'une formidable solidarité. Cela aurait pu panser les plaies du Farhoud. Cependant, la défaite des Arabes face aux Israéliens en Palestine minera les relations entre Arabes et Juifs.

#### Après l'indépendance de l'État d'Israël

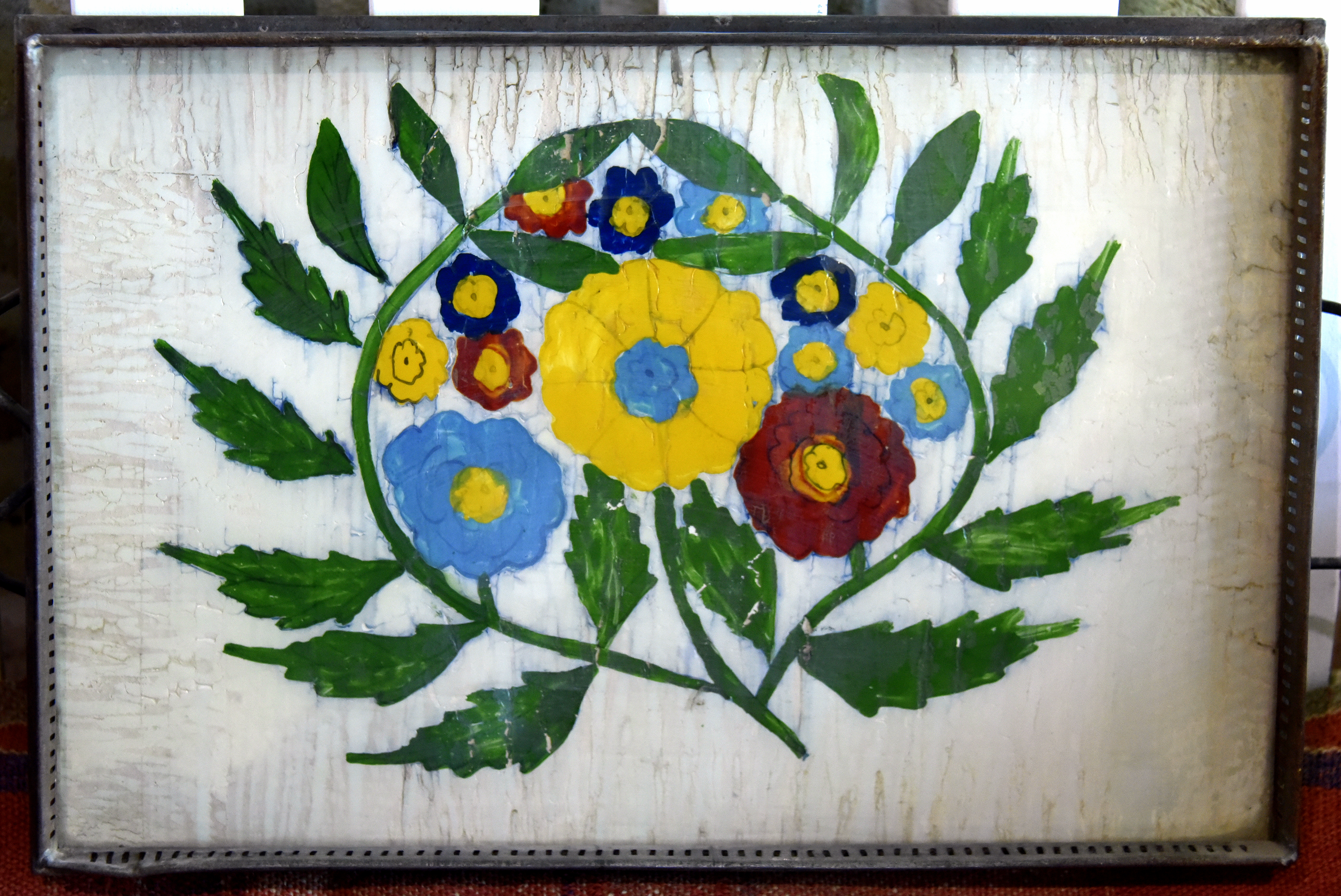
Plateau au motif floral peint, ayant appartenu à une famille juive résidant à Sulaymaniyah au Kurdistan irakien puis remis à ses voisins, juste avant son immigration en Israël, avant 1950.

La proclamation de l'État d'Israël, le 14 mai 1948, accentue la pression sur les Juifs d'Irak, aussi bien de la part des Irakiens qui se déclarent en état de guerre avec le nouvel État d'Israël que de la part des sionistes. Les fonctionnaires juifs doivent quitter le gouvernement, les Juifs n'ont plus le droit de quitter le pays ni de faire des transferts de devises. En août 1948, un riche homme d'affaires, Shafiq Ades, est arrêté et exécuté pour trafic d'armes vers Israël.

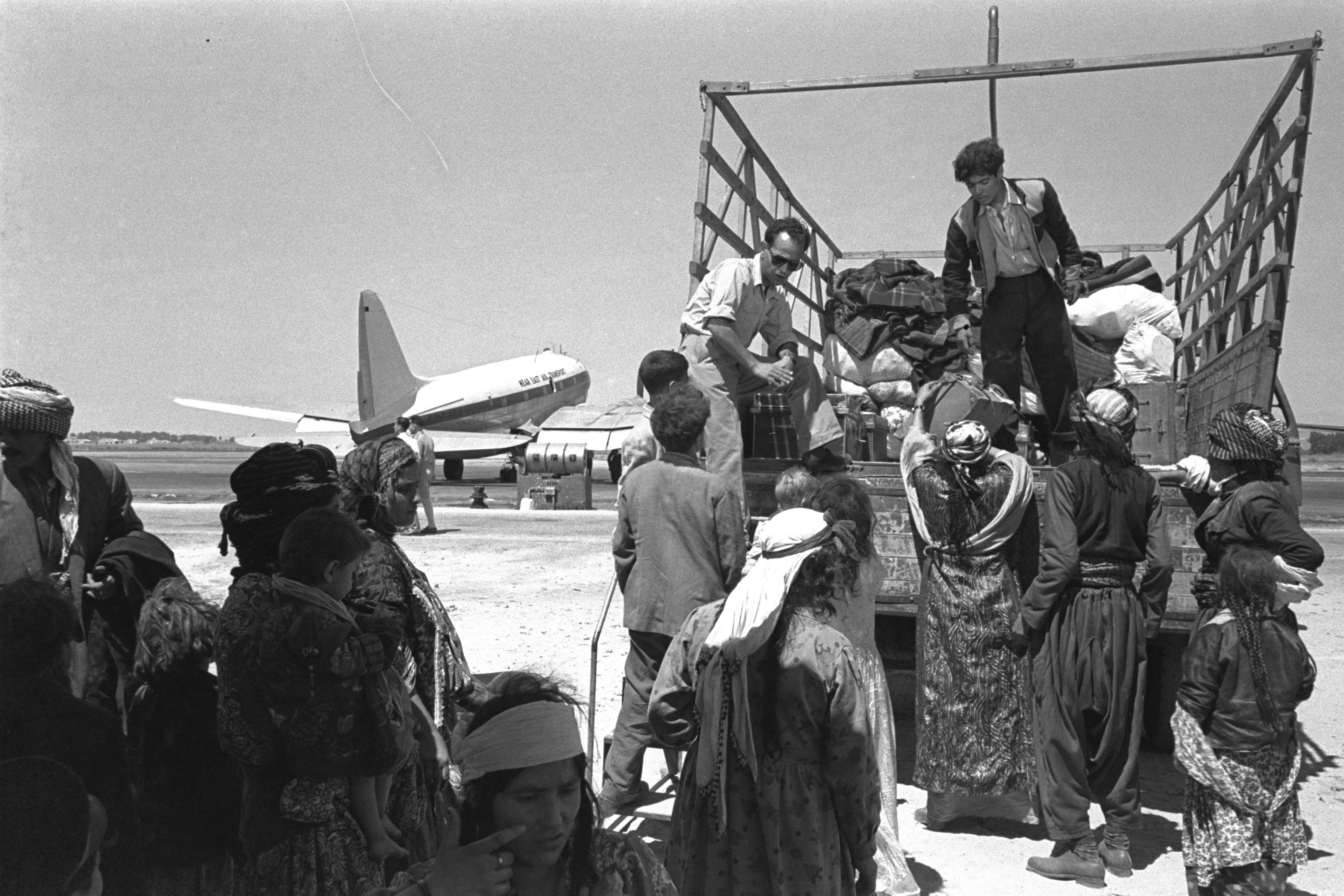
Immigrants irakiens, aéroport de Lod, 1951.

En mars 1950, une loi irakienne de dénaturalisation est promulguée permettant aux Juifs d'émigrer. En 1950 et 1951, des attentats à la bombe d'origine controversée visent des bâtiments juifs et causent la mort de 6 Juifs. Trois Juifs sont déclarés coupables, dont deux sont exécutés bien que l'accusation ne produisent pas de preuves.
En mars 1951, les Juifs « dénaturalisés » sont spoliés de tous leurs biens. Malgré une hostilité certaine d'une partie des Juifs ashkénazes envers les Juifs des pays arabes, l'État d'Israël organise alors l'opération Ezra et Néhémie par laquelle l'ensemble de la communauté irakienne d'environ 110 000 personnes se réfugie en Israël. Au début, le pont aérien fut organisé entre Bagdad et Chypre mais lui succédèrent ensuite des vols entre Bagdad et l'aéroport de Lod près de Tel-Aviv. Une grande partie des Juifs irakiens dut séjourner pendant quelque temps dans les camps de réfugiés créés par Israël connus sous de le nom hébreu de ma'abarot.
Dès 1952, il ne reste plus que quelques milliers de Juifs en Irak qui vont se heurter à une hostilité grandissante des autorités et de la population.

### Sous la république d'Irak
La proclamation de la république d'Irak en 1958 empire encore la situation des quelques Juifs restant en Irak. La vente de propriétés leur est interdite et ils sont assujettis à une carte d'identité particulière de couleur jaune. La situation s'aggrave encore après la guerre des Six Jours et surtout après l'arrivée au pouvoir du parti Baas en juillet 1968. Le 27 janvier 1969, quatorze Irakiens — dont neuf juifs — sont pendus en public à Bagdad, pour « complot sioniste ». Leurs cadavres restent exposés pendant plus de vingt-quatre heures, tandis que de hauts responsables s'adressent, sur fond de gibets, à une foule de 200 000 personnes ». Sous la pression internationale, le régime irakien laisse les derniers Juifs partir en 1970.
En 2008, il resterait une dizaine de Juifs à Bagdad, seuls témoignages vivants de la plus ancienne communauté de la diaspora et de celle à laquelle le judaïsme doit une majeure partie de sa doctrine, dont le Talmud. Il faut aller en Israël pour retrouver les Juifs irakiens. En 2021, en Irak hors Kurdistan ils ne sont plus que quatre « dont les deux parents sont juifs ».

### Les Juifs d'origine irakienne en Israël aujourd'hui
Selon Orit Bashkin, « les juifs irakiens émigrés en Israël sont demeurés fidèles à la culture irakienne » ; elle en veut pour preuves les œuvres littéraires de grands auteurs israéliens d'origine irakienne comme Samir Naqqash, Sami Michael (he), Shimon Ballas, qui évoquent souvent la vie des juifs en Irak. Le musée israélien de l'histoire de la communauté juive de Babylone a contribué à transmettre le riche passé de cette communauté. Des professeurs juifs irakiens comme Sasson Somekh (en),Shmuel Moreh, David Sameh ainsi que Reuven Snir (de parents irakiens, né en Israël) ont joué un rôle séminal dans le domaine académique de la littérature arabe en Israël, en étudiant des œuvres de poètes et d'écrivains irakiens.
Les musiciens juifs irakiens ont continué à jouer la musique irakienne et orientale. Leur attachement à l'Irak vient du système éducatif irakien qui a cultivé le nationalisme arabe et irakien ; il s'explique aussi par les relations de voisinage et de commerce qu'entretenaient les Irakiens juifs et musulmans.

## Personnalités célèbres
Sassoon Eskell, ministre ; Saleh et Daud Al-Kuweity, musiciens ; la chanteuse Salima Mourad ; Samir Naqqash, écrivain devenu israélien mais qui a continué à écrire en arabe, en accordant une place importante dans ses romans au dialecte irakien ; les écrivains Murad Mikhaïl, Anwar Shaul (pour cette figure intellectuelle, voir l'article Juifs arabes), Ya'qub Bilbul (en) ; Shalom Darwish ; Dalia Itzik, présidente de la Knesset de 2006 à 2009 et à ce titre, présidente par intérim de l'État d'Israël en 2007 ; Ovadia Yossef, ancien grand-rabbin séfarade d'Israël.

## Patrimoine
La Fondation pour l'héritage juif et la Société américaine pour les recherches outre-mer ont listé 297 lieux d'importance patrimoniale. En 2022, seuls trente existent encore et neuf de ces trente ne sont pas en mauvais état.

### Filmographie
- Le film documentaire, Forget Baghdad: Jews and Arabs – The Iraqi Connection (en), 2002, de Samir centré sur les histoires de quatre écrivains irako-israéliens, Shimon Ballas, Sami Michael, Samir Naqqash et Mousa Houry.
- Le film documentaire On the banks of the Tigris de Masha Emerman (2012), consacré à l'histoire de la musique irakienne, accorde une place importante aux musiciens juifs irakiens[51].